# مارگارت مکفرسون گرانت
مارگارت مکفرسون گرانت (انگلیسی: Margaret Macpherson Grant; ۲۷ آوریل ۱۸۳۴ – ۱۴ آوریل ۱۸۷۷) نیکوکار اهل پادشاهی متحد بریتانیای کبیر و ایرلند بود. وی بین سال‌های ۱۸۵۴ تا ۱۸۷۷ میلادی فعالیت می‌کرد. مارگارت بشردوست اسکاتلندی بود که در کلیسای ابرلور به دنیا آمد، در همپشایر تحصیل کرد و با مرگ برادر بزرگش در هند در سال ۱۸۵۲، تنها فرزندش باقی خانواده ماند. دو سال بعد، او ثروت هنگفتی را از عمویش، الکساندر گرانت، یک کشاورز و تاجر متولد ابرلور که در جامائیکا ثروتمند شده بود، به ارث برد.
مکفرسون گرانت در خانه ابرلور که برای عمویش توسط ویلیام رابرتسون ساخته شده بود، اقامت گزید. او برای زنی در زمان خود غیر متعارف زندگی می‌کرد و وارد ازدواجی شد که با یک همراه زن، شارلوت تمپل، که در سال ۱۸۶۴ در لندن با او آشنا شده بود، ازدواج کرد.
مکفرسون گرانت سخاوتمندانه به موسسات خیریه، به ویژه آنهایی که با کلیسای اسقفی اسکاتلند مرتبط هستند، کمک مالی کرد، یک یتیم خانه که اکنون مرکز نگهداری از کودکان ابرلور نام دارد و تأسیس کلیسای اسقفی سنت مارگارت در ابرلور کمک می‌کرد. او به شدت مشروب می‌نوشید و علی‌رغم تلاش‌های دوستان و اعضای خانواده برای متقاعد کردن او برای ترک آن، همیشه دوباره دچار اعتیاد به الکل می‌شد.
او در طول زندگی‌اش وصیت‌های متعددی را تنظیم کرد که می‌توانست دارایی‌اش را به تمپل واگذار کند، اما مدت کوتاهی پس از اینکه تمپل او را برای ازدواج با مردی ترک کرد، مکفرسون گرانت وصیت او را لغو کرد. او پنج ماه بعد در چهل و دو سالگی درگذشت.

## زندگی
والدین مارگارت مکفرسون گرانت، آنی و الکساندر مکفرسون، در گاربیتی، محله آبرلور، بنفشایر زندگی می‌کردند.   پدرش یک جراح محلی در ابرلور، موری،   بود و مادرش از خانواده با نفوذ گرانت است.  
مکفرسون‌ها در ۳۰ آوریل ۱۸۲۵ ازدواج کردند،  و اولین فرزند خود را، الکساندر گرانت مکفرسون، در ۱۸۲۸ به دنیا آوردند.  مارگارت مکفرسون گرانت (با نام اصلی مارگارت گوردون مکفرسون) در ۲۷ آوریل ۱۸۳۴ متولد شد. مکفرسون گرانت در دوران نوجوانی خود در مدرسه در همپستد در شمال لندن تحصیل کرد و نزد مری آن استودارت، نویسنده و فعال برای آموزش زنان درس می‌خواند. برادرش به هند سفر کرد، و آنجا در سال ۱۸۵۲ درگذشت و مکفرسون گرانت تنها فرزند بازمانده خانواده شد. 
عموی مکفرسون گرانت از طرف مادرش الکساندر گرانت بود. او به جامائیکا سفر کرده بود، و ثروت قابل توجهی را به عنوان یک مزرعه کار و تاجر به دست آورد. او برده‌دار و عضو مجلس قانونگذاری جامائیکا بود. زمان بازگشت او به بریتانیا مشخص نیست، اما گمان می‌رود که او در سال ۱۸۲۰ در لندن بود،   و در سال ۱۸۲۹ از آبرلور دیدن کرد تا در مراسم خاکسپاری پدرش، جورج گرانت شرکت کند.   هنگامی که برده داری در سال ۱۸۳۳ لغو شد، گرانت از یک طرح دولتی برای جبران غرامت صاحبان برده بهره‌مند شد و بیش از ۲۴۰۰۰ پوند  برای از دست دادن بردگان و سایر دارایی‌های تجاری خود مطالبه کرد.     او ویلیام رابرتسون معمار را مأمور ساخت خانه ابرلور کرد که در سال ۱۸۳۸ تکمیل شد.  و خانه ابرلور اقامتگاه رسمی او شد،  اگرچه تردید وجود دارد که او واقعاً در آنجا زندگی می‌کرده‌است،  و او همچنان در لندن به عنوان یک تاجر هند غربی مشغول تجارت بود. 
الکساندر گرانت با الکساندر دانلدسون و الکساندر تامسون در جامائیکا به تجارت مشغول بود.  از آنجایی که این سه مرد صاحبخانه غایب بودند، امور مربوط به املاک آنها توسط تیمی از وکلای محلی در کینگستون، با کمک حسابداران و ناظرانی که در مزارع زندگی می‌کردند، مدیریت می‌شد.  این ترتیب مشکلاتی را در تسویه بدهی‌های دارایی آنها پس از مرگ دونالدسون در سال ۱۸۰۷ و تامسون در سال ۱۸۱۸ ایجاد کرد که منجر به سال‌ها دعوای حقوقی بین وارثان شد.  از آنجایی که درآمدهای جاری از املاک برای برآورده کردن بدهی‌ها و بهره انباشته ناکافی بود، گرانت برای فروش مزارع فشار آورد.  متولیان جامائیکایی، جان میک و جوزف گرین، در برابر این تلاش‌ها مقاومت کردند و دستورها صادر شده توسط دادگاه عالی برای فروش را نادیده گرفتند.  این دعاوی تا سال ۱۸۶۱ به‌طور کامل حل و فصل نشد،  در آن زمان الکساندر گرانت مرده بود، و املاک او در اختیار مکفرسون گرانت قرار گرفت. 

## میراث
هنگامی که الکساندر گرانت در سال ۱۸۵۴ درگذشت، مکفرسون گرانت که در آن زمان بیست ساله بود، بخش عمده ای از ثروت خود را به همراه خانه آبرلور و املاکش در اسکاتلند و جامائیکا به ارث برد که در مجموع ۳۰۰۰۰۰ پوند ارزش داشت.    او همچنین مبلغ ۲۰۵۰۰ پوند  را به او واگذار کرد که در هنگام مرگش پرداخت می‌شد، مشروط بر اینکه او به بیست سال سن رسیده باشد.   در میان مزارع جامائیکا در میراث، برامپتون برایان، قلعه برایان، فیرفیلد، لو لیتون، اورنج ریور، اورنج ویل و منافع در املاک نونسوچ و یونیتی بودند. 

## یادداشت
1. ↑  £24,000 in 1833 equates to approximately £۲٬۴۰۰٬۰۰۰ in ۲۰۲۵, according to calculations based on retail price index measure of inflation.[۱۰]
2. ↑  £300,000 in 1857 equates to approximately £۳۰٬۴۰۰٬۰۰۰ in ۲۰۲۵, according to calculations based on retail price index measure of inflation.[۱۰]
3. ↑  £20,000 in 1857 equates to approximately £۲٬۰۰۰٬۰۰۰ in ۲۰۲۵, according to calculations based on retail price index measure of inflation.[۱۰]
4. ↑  £1,500 in 1857 equates to approximately £۱۵۰٬۰۰۰ in ۲۰۲۵, according to calculations based on retail price index measure of inflation.[۱۰]